# 國王衛隊

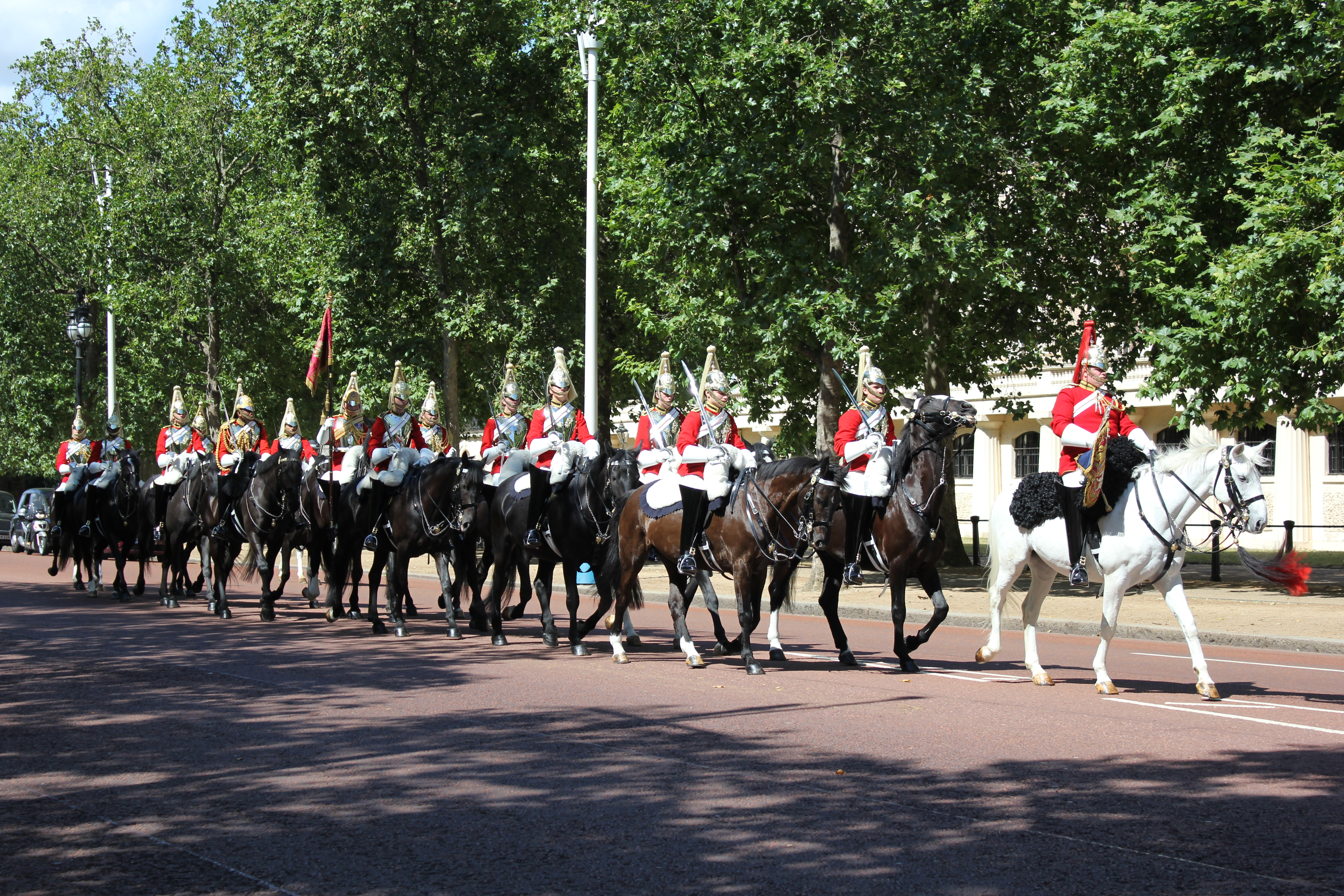
由皇家近卫骑兵成立的骑兵警卫被称为國王近身卫队

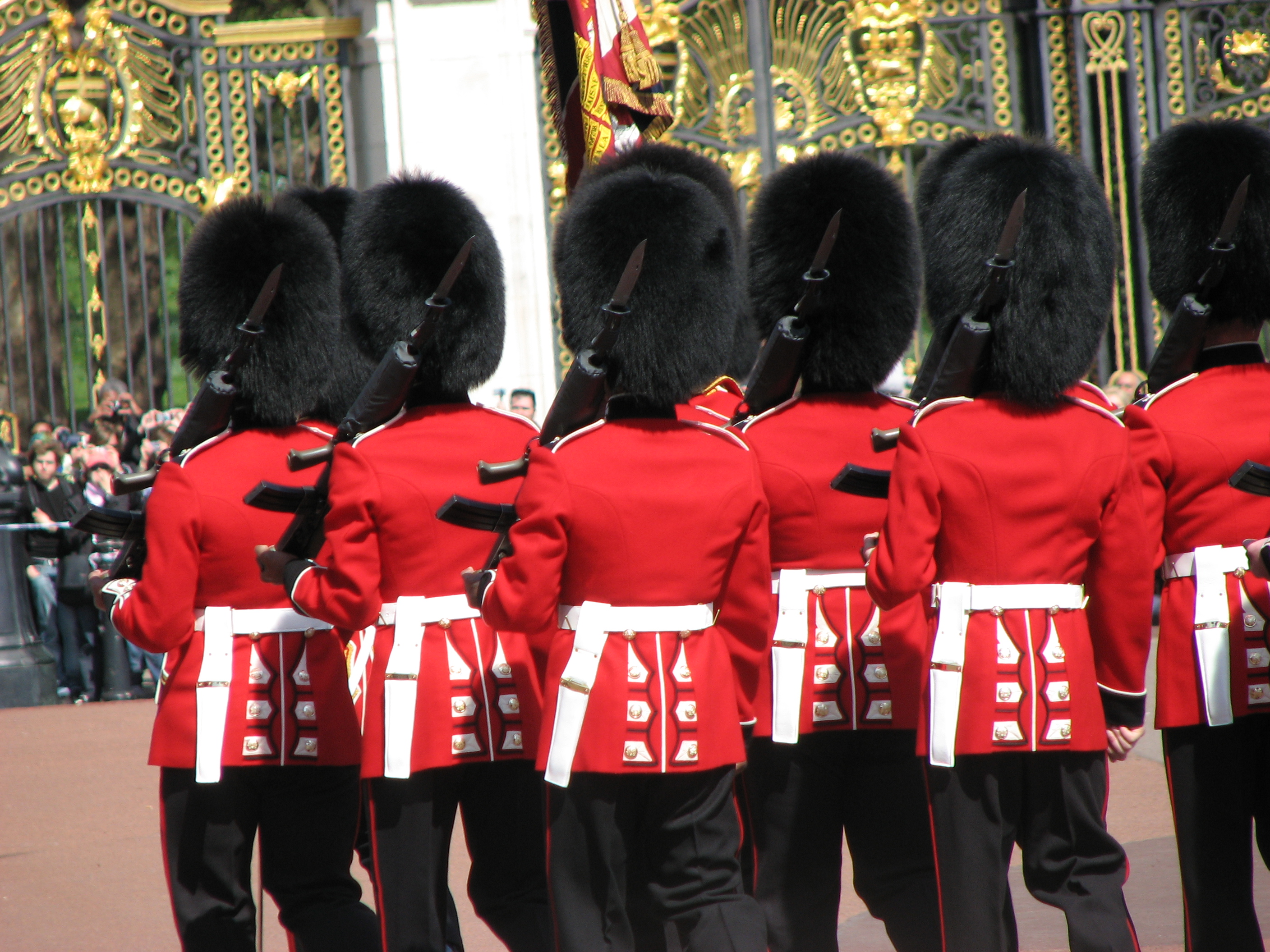
由步兵建立的下马卫队被称为國王卫队

国王卫队和国王近身卫队（英語：King's Guard)，又被稱作英国皇家卫队，当君主为女性时称为女王卫队和女王近身卫队（英語：Queen's Guard））是负责守卫英国皇家官邸的步兵和骑兵分队的名称。在斯图亚特王朝复辟（1660年）之前，英国陆军就拥有骑兵卫队和步兵卫队。自查理二世国王统治以来，这些卫队就一直负责守卫君主的宫殿。这些卫兵都是完全军事化的士兵。

## 护卫范围
國王卫队和國王近身卫队又被稱作英国皇家卫队驻扎在英国陆军的伦敦军区下的皇家官邸，由英国御林军负责管理。其中包括白金汉宫、克拉伦斯宫、圣詹姆斯宫和伦敦塔，以及温莎城堡。國王卫队也驻扎在君主的另一处官方官邸荷里路德宫，但不像在伦敦那样频繁。在爱丁堡，负责守卫的是雷德福军营的驻地步兵营。卫队没有在國王私人住宅桑德灵厄姆府和巴尔莫勒尔城堡中驻扎。
國王卫队是指负责守卫伦敦白金汉宫和圣詹姆斯宫（包括克拉伦斯府）的步兵分队。卫队来自同一个步兵团，分为两支队伍护卫上述两个宫殿。由于君主官邸是圣詹姆斯宫，所以卫队指挥官（被称为卫队队长）和团旗驻扎在那里。君主在官邸时，國王卫队有3名军官和40名士兵，各有4名哨兵在白金汉宫（前院）和圣詹姆士宫（两个在Friary Court，两个在克拉伦斯府入口处）。当君主不在官邸时，将减少到3名军官和31名士兵，每处将各有2名哨兵。國王卫队并不纯粹是礼仪性的。他们日夜派出哨兵，并在宫殿巡逻。在1959年以前，白金汉宫的哨兵都在栅栏外站岗。这在一次涉及一名女游客和一名冷溪卫队哨兵的冲突事件之后停止了——由于游客的持续纠缠，警卫在行进时踢到了她的脚踝。游客向警察表示了抗议，哨兵被在军营里禁闭了十天。没过多久，哨兵就转移到了围墙内。

### 站岗

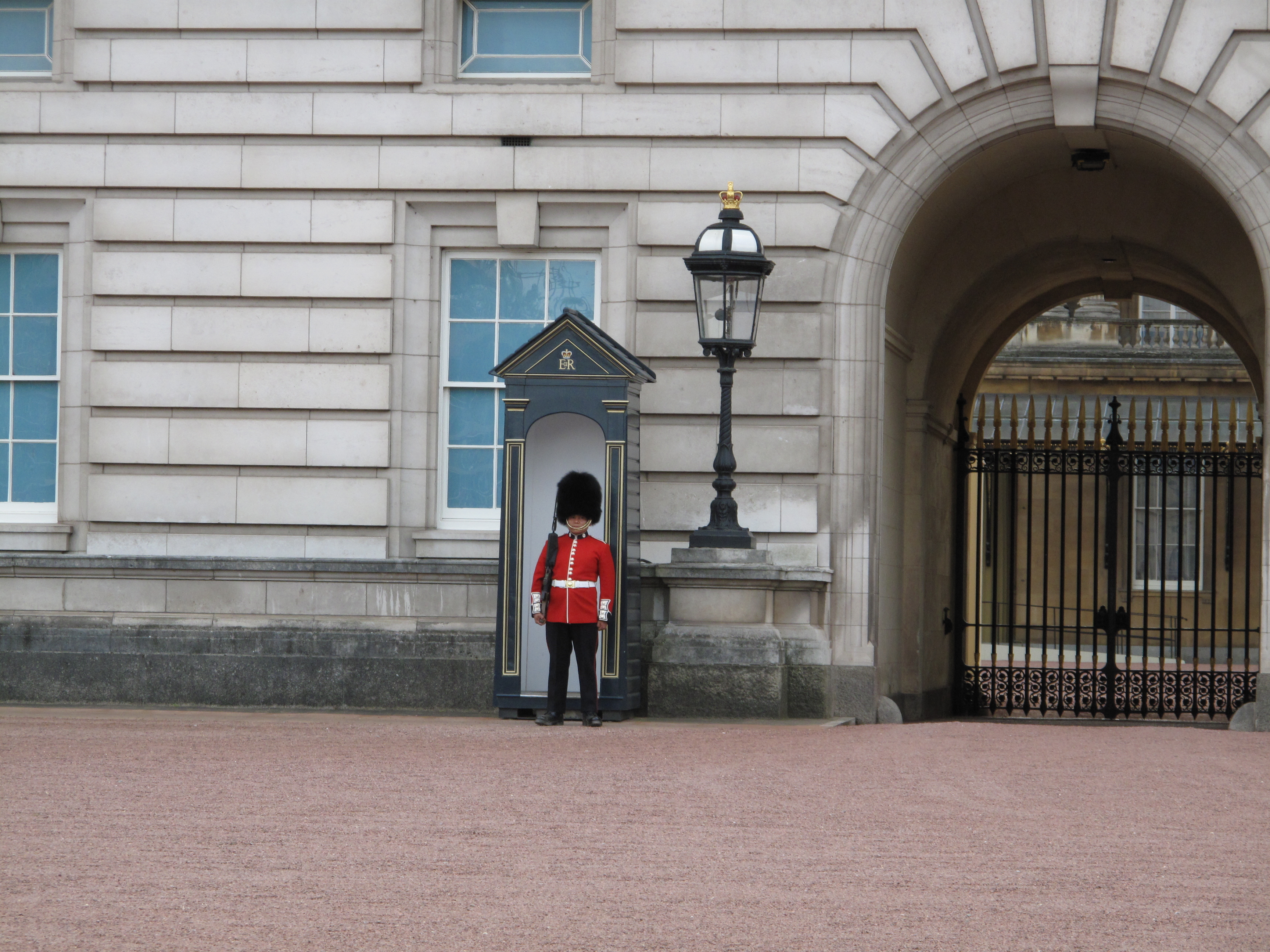
在白金汉宫外站岗的掷弹兵卫队哨兵

在任何时候，都会有三个步兵营被派出执行公务：其中两个是卫队营（一个驻扎在白金汉宫旁边的惠灵顿军营，一个驻扎在温莎的维多利亚军营），第三个是一个线列步兵小队（驻扎在皇家砲兵營房）。此外，有3个加强连驻扎在皇家炮兵营和惠灵顿军营。所有这些单位都隶属于伦敦地区的行政权力机构——作为公务单位，它们不仅参与各种典礼，也为行政部门提供军事援助。

#### 步兵卫队
卫队通常由下列五个步兵卫队团中的一个组成：
- 掷弹兵卫队
- 冷溪卫队
- 苏格兰卫队
- 爱尔兰卫队
- 威尔士卫队

此外，每年由皇家空军地面团接管护卫任务大约三周。英王旗中队代表整个英国皇家空军接受护卫军事训练。但是，从理论上来说，任何英联邦军事单位都可以执行护卫任务。在很多时候，廓尔喀士兵、皇家空军地面团和皇家海军陆战队都执行了护卫任务，而其他英联邦国家的少数单位也执行过该任务。只在2008年有过一个英王不是国家元首的英联邦国家的军事单位执行过护卫任务，即皇家马来军团第一营。

#### 廓尔喀士兵、皇家海军陆战队、皇家空军地面团和皇家海军

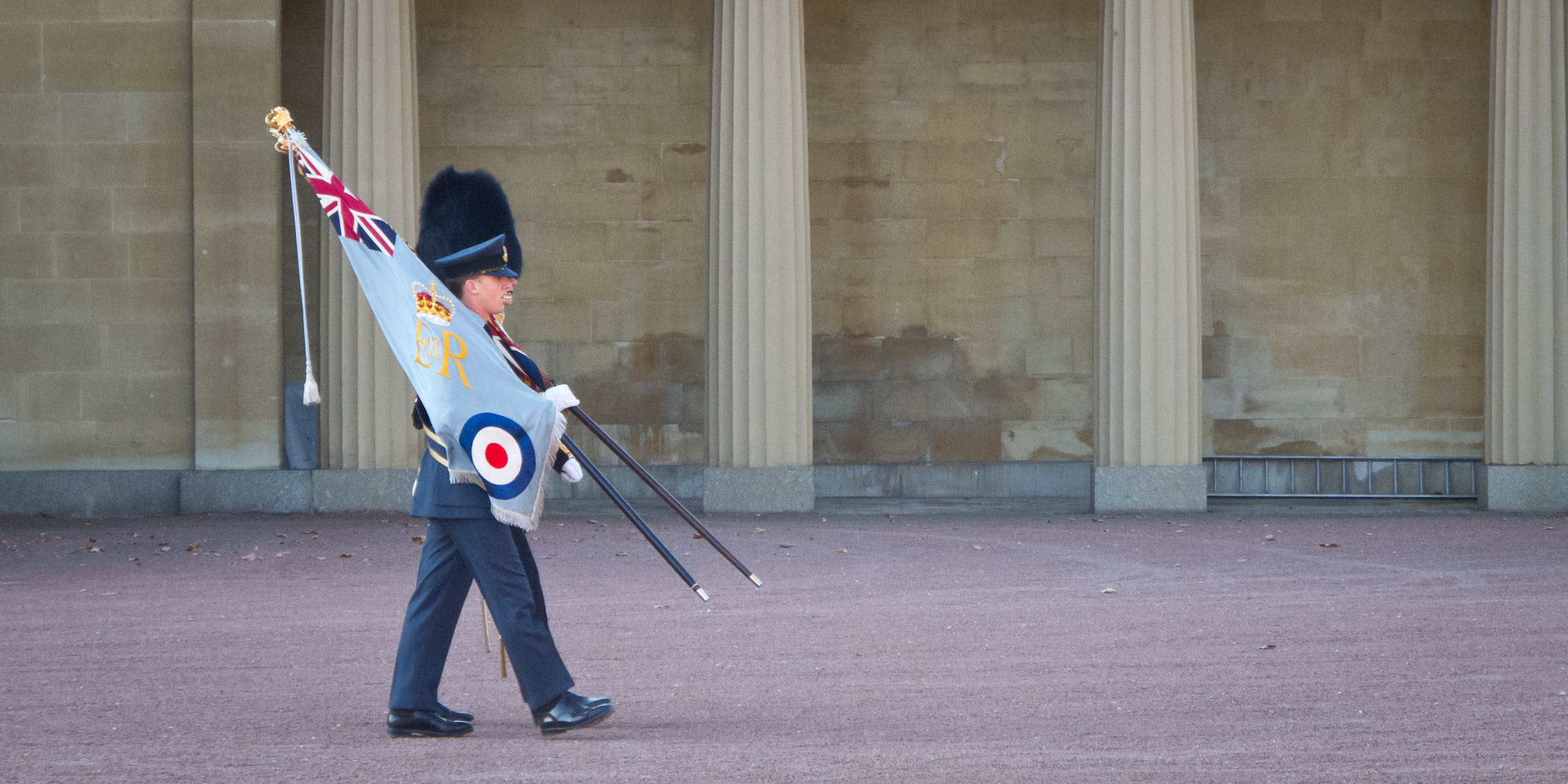
皇家空军地面团少尉护空军皇家旗行进

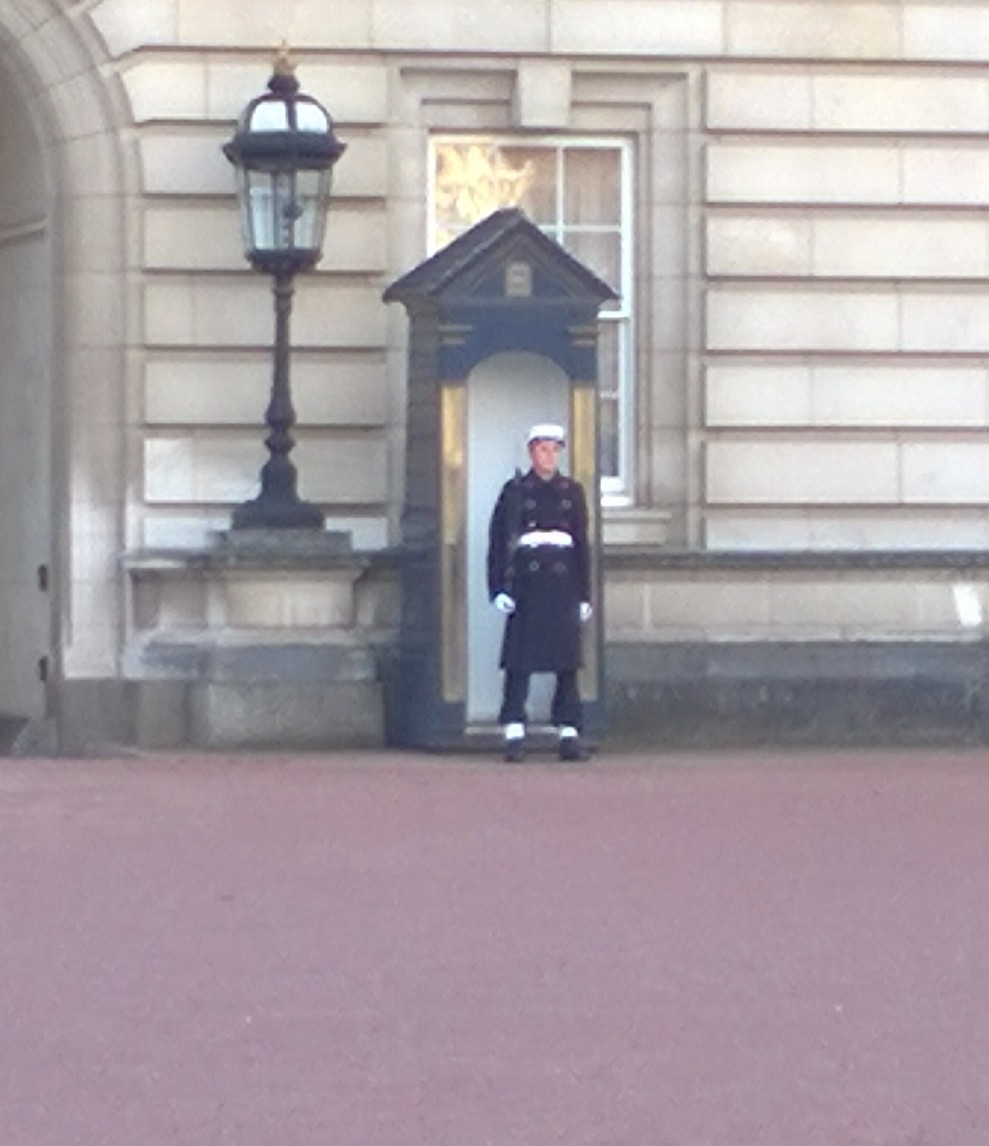
皇家海军哨兵在白金汉宫站岗

以下是自第二次世界大战以来担任过國王卫队的廓尔喀兵和皇家海军陆战队单位的列表：
- 1971年12月，爱丁堡公爵直属第七廓尔喀步枪团（英语：7th Duke of Edinburgh's Own Gurkha Rifles） 第1营
- 1973年10月，玛丽公主直属第十廓尔喀步枪团（英语：10th Princess Mary's Own Gurkha Rifles） 第1营
- 1975年11月，爱德华七世直属廓尔喀步枪团（英语：2nd King Edward VII's Own Gurkha Rifles (The Sirmoor Rifles)） 第2营
- 1977年8月，伊丽莎白女王直属第六廓尔喀步枪团（英语：6th Queen Elizabeth's Own Gurkha Rifles） 第1营
- 1978年11月，皇家海军陆战队第41突击队（英语：41 Commando）
- 1986年7月，皇家海军陆战队第42突击队（英语：42 Commando）
- 1996年8月，皇家廓尔喀步枪团（英语：Royal Gurkha Rifles） 第1营
- 2014年6月，皇家海军陆战队第42突击队
- 2015年5月，廓尔喀旅（英语：Brigade of Gurkhas）[4]
- 2019年5月至7月，女王直属第十廓尔喀后勤团（英语：10 Queen's Own Gurkha Logistic Regiment RLC）[5]

皇家空军地面团有一个专门的礼仪单位，英王旗中队，代表英国皇家空军担任國王护卫任务。
2017年11月，皇家海军组织了一个连级规模的分遣队，由来自 45艘船舶和海军基地的志愿者组成，为期两周。这是皇家海军第一次独立组建國王卫队，而不是由皇家海军陆战队代表。 

#### 线列步兵
在1990年英国军队重组之前，由于总共有八个卫兵营，因此很少有线列步兵担任國王卫队，因此，这是一项重大的荣誉。1996年之前，只有两个线列步兵营在伦敦区执行过任务。然而，当掷弹兵卫队第二营、冷溪卫队和苏格兰卫队被假设暂停执勤时，会用一个线列步兵营取代其中之一，以便步兵营进行补充。 从1996年至2013年，一个线列步兵营驻扎在伦敦（先在豪恩斯洛，后来在伍尔维奇），由伦敦区指挥。
| 1986–1988 | 第22（柴郡）团 第1营                     |
| 1992-1996 | 国王步兵团 第1营                         |
| 1996-1997 | 威尔士皇家步兵团 第1营                   |
| 1998-2000 | 惠灵顿公爵步兵团 第1营                   |
| 2000-2001 | 德文郡和多塞特团 第1营                   |
| 2002-2005 | 皇家格洛斯特郡、伯克郡和威尔特郡团 第1营 |
| 2005-2007 | 伍斯特郡和舍伍德森林兵团 第1营           |
| 2007-2008 | 莫西亚团 第2营                           |
| 2008-2010 | 皇家燧发枪兵团 第2营                     |
| 2011-2013 | 威尔士王妃皇家步兵团 第2营               |

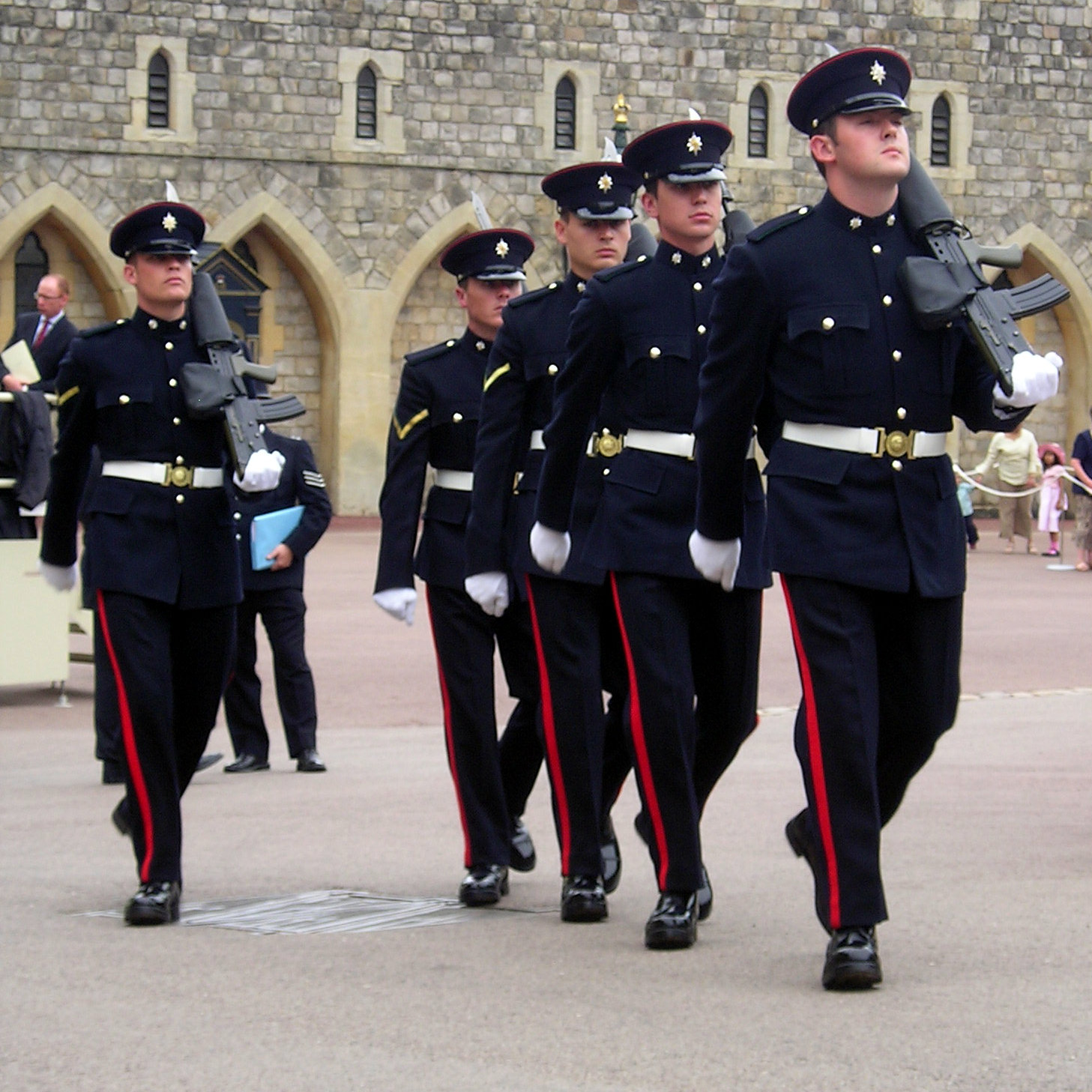
伍斯特郡和舍伍德森林兵团的哨兵被派往温莎

自 2013 年以来，日常的公务已返还给英国御林军。 然而，线列步兵部队还是偶尔会在短时间内执行护卫任务。 2018 年夏天，苏格兰皇家军团巴拉克拉瓦连队（Balaklava Company）和来福枪步兵团第2营都在白金汉宫和温莎城堡执行过护卫任务。  

#### 英国陆军预备役部队
1938 年，英国陆军预备役部队荣誉炮兵团执行了护卫任务。该团后来在 1958 年也执行了该任务。在1990年代，荣誉炮兵团乐队担任了國王卫队军乐团，并持续到现在。 2015 年 6 月，皇家威尔士团第3营在伦敦塔执行了护卫任务。

#### 地方志愿军
1941年5月14日，地方志愿军执行了护卫任务，以表彰其成立一周年。 后来在1943年5月也执行过。 

### 白金汉宫、圣詹姆斯宫和伦敦塔

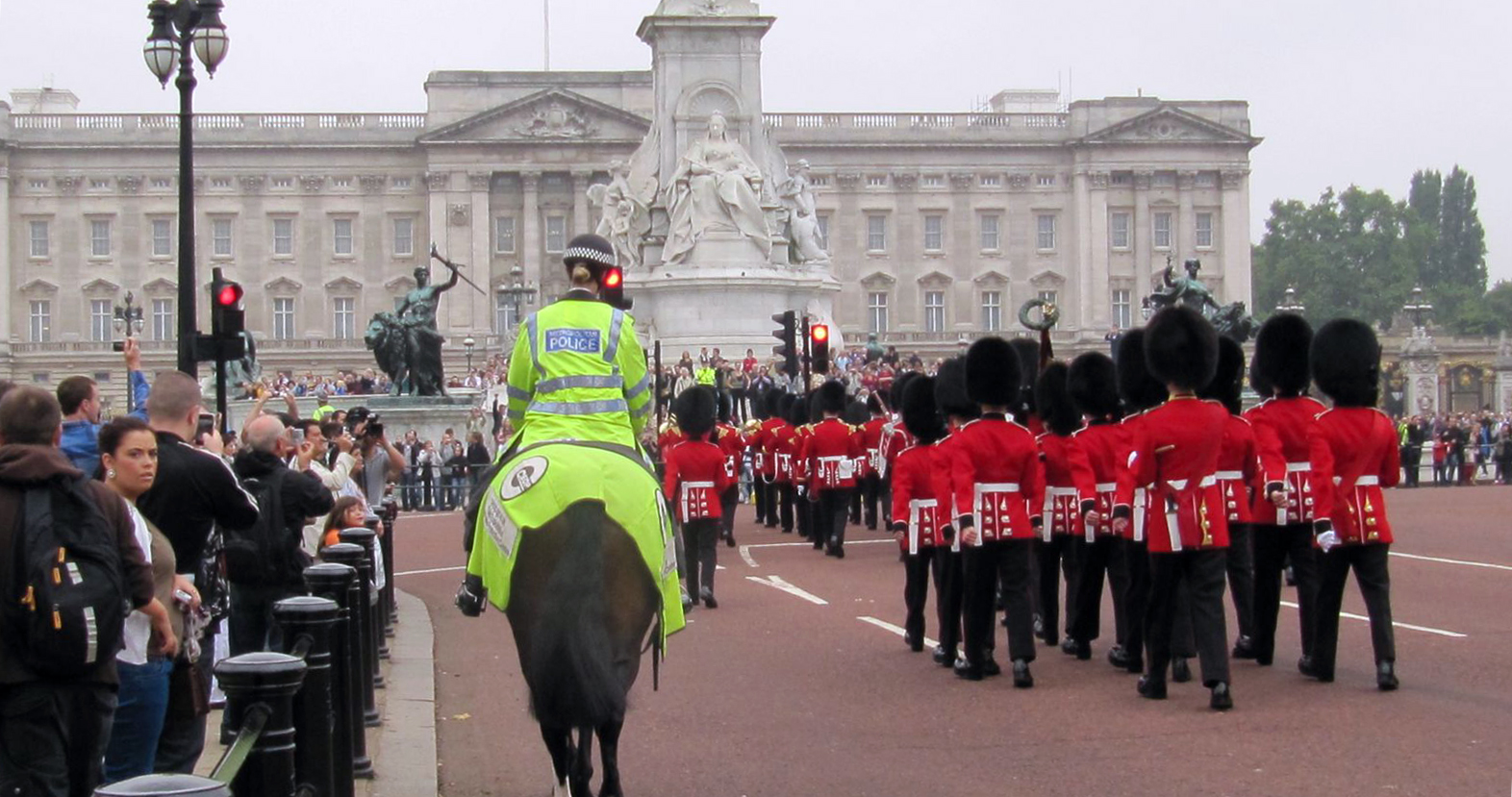
白金汉宫卫队换岗

伦敦驻扎有两个國王卫队支队，白金汉宫和圣詹姆斯宫各一支，由國王卫队队长指挥。由于圣詹姆士宫仍是朝廷的官邸，因此军旗存放于此，卫队队长也在此设立指挥部。
伦敦國王卫队在初夏每天上午11时在白金汉宫前院换岗，其余季节为每周四次。 
國王卫队的圣詹姆士宫支队，换岗通常由鼓队带领，并护旗帜（如果國王在官邸，则是英王旗；如果國王不在，则是军团旗） ，沿着林荫大道行进到白金汉宫，同时，白金汉宫支队已经在那里集合，等待他们的到来。这两个支队是旧的支队。与此同时，新的支队正在威灵顿军营的阅兵广场上集合，等待附屬官的视察。已经被副官视察过的乐队在这时会组成一个圆圈并奏乐。护卫队有一支完整的军乐队，由音乐指挥和不少于35名乐师组成（通常，但不总是来自同一个团）。当新的支队集合完毕后，会在乐队的带领下穿过白金汉宫的前院，缓慢地行进到旧的支队前并停下来。旧卫队递出武器，新卫队接收武器，支队队长交接宫殿钥匙。新支队行进往白金汉宫和圣詹姆斯宫的警卫室，并派出哨兵。
在这段时间里，乐队在中心门的位置列半圆形队伍，向新老卫兵以及观看的人群奏乐。在此期间，两位少尉操团旗进行展示（通常是少尉军衔或同等级别的初级军官）。新老卫兵重新集合后，旧支队和军乐队穿过中央大门，缓慢行进。在缓慢行军结束时，旧支队队长下达命令“快速行军”，支队随着轻快的鼓声在乐队的带领下返回惠灵顿军营。

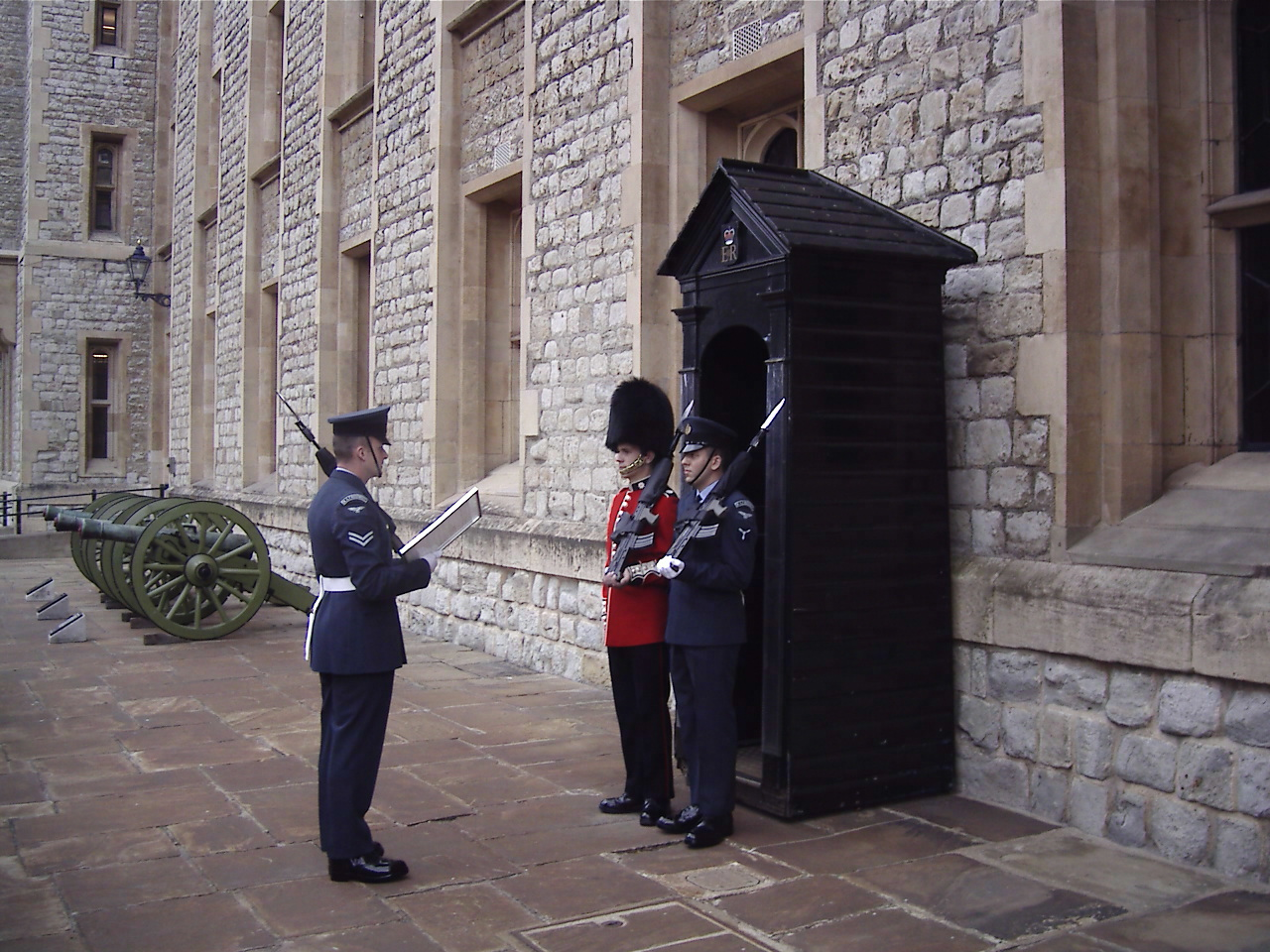
哨兵在伦敦塔换岗（冷溪卫队和英王旗中队）

在白金汉宫和圣詹姆士宫守卫的卫队同事也负责在伦敦塔守卫。由于伦敦塔仍然是正式的皇家住所，也是英国王权之物所在地，因此军队仍有义务守卫。通常伦敦塔驻扎有一名军官、三名士官和十名士兵，并在珍宝馆外派驻一名哨兵，在the King's House外派驻一名哨兵。由于保护伦敦塔是卫兵的责任（与御用侍从卫士一起），卫兵还必须在夜间确保它的安全（参见交钥匙仪式）。 

### 温莎城堡
一个护卫营负责在温莎城堡提供护卫。温莎城堡每次举行换岗仪式的地点并不固定；在复活节，当國王居住时，通常会在城堡四合院的草坪上举行。在潮湿的天气或冬天，为了保护草坪，或者当國王不在温莎城堡时，仪式会在城堡山脚下亨利八世门旁的警卫室外举行。
温莎卫队换岗仪式与在白金汉宫举行的仪式大致相同。上午 10 点 40 分，新卫兵从维多利亚军营出发，穿过温莎并左转，走上城堡山进入下区。复活节期间，当國王在城堡时，卫兵会在上区草坪上换岗。
正常换岗时，新的卫队大约在上午11点左右到达，老的卫队此时已经在警卫室外集合。当卫队和乐队（周日没有乐队）准备好后，新老卫兵伴随着号角声交接武器，然后军官会相互靠近，象征性地触碰左手“交接城堡的钥匙”（实际上已经不再真的交接钥匙），然后守卫会扛着武器，组队巡逻城堡并更换哨兵。在此过程中，乐队通常会演奏一段音乐。当队伍回来后，老的卫兵重新集合，并准备由乐队带领向维多利亚军营进发，而新的卫兵则交接武器。旧的卫兵离开后，新的卫兵会在接下来的24/48小时内警卫室驻扎，并每两个小时更换哨兵。

### 银行卫队

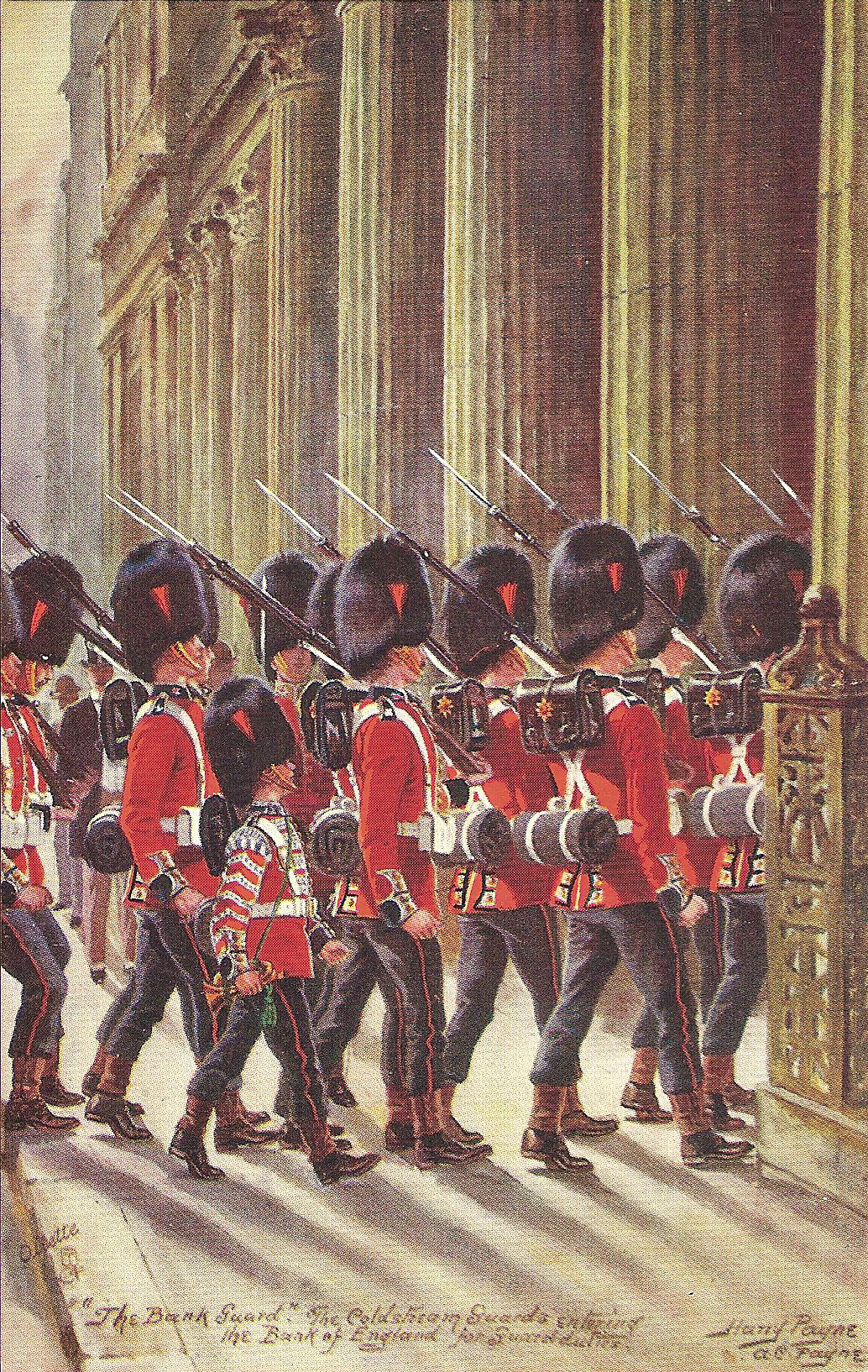
1906年，一支冷溪卫队卫兵抵达英格兰银行执行护卫任务

在1780年的戈登暴动期间，一支步兵卫队成功地保卫了英格兰银行免受暴徒的袭击。此后，银行开始有偿聘请卫队，卫队通常由卫兵旅的士兵组成。 从1780年起，卫队从他们的军营出发行进，早些时候是伦敦塔，后来是惠灵顿或切尔西兵营。在恶劣天气下，卫队会乘坐伦敦地铁。 
衛兵交接通常在下午3点进行，卫队由一名军官、一名中士、一名下士、一名长枪下士、八名卫兵和一名鼓手组成；最初的时候卫队有三十名卫兵。
在银行，通常有两个哨位，一个在点票室外，另一个在金库外。 工作完成后，军官会得到半瓶波特酒的酬劳，并有权邀请一两个朋友到银行共进晚餐。其他人员在晚餐时会得到一品脱啤酒和一先令，而中士则会有两先令，用于在餐厅购买茶和蛋糕。守卫队在银行穿胶底帆布鞋。
从1963年开始，银行卫队开始乘坐汽车，穿制服，并用自动武器，并把重点从仪式转移到战术部署。后来，改进的安全设施和武装警察使银行护卫的工作变得不再必要，护卫服务于1973年7月31日晚上结束。 

### 爱丁堡

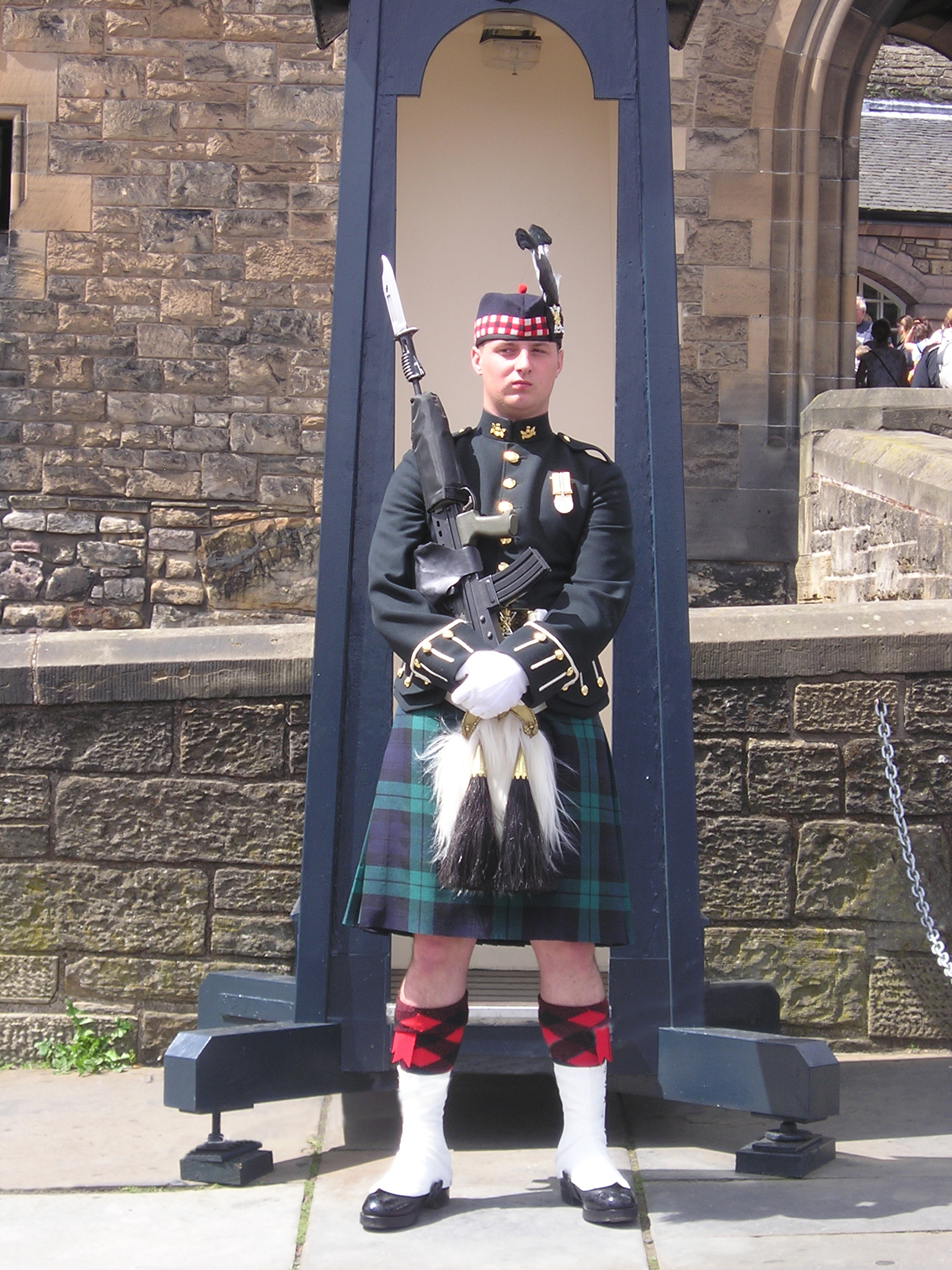
苏格兰皇家军团的哨兵在爱丁堡城堡外的滨海前院

卫队也部署在爱丁堡的荷里路德宫（英王在苏格兰的官邸）和爱丁堡城堡。与在伦敦不同的是，在爱丁堡没有永久驻扎的卫队营，因此卫队由该市雷德福军营的常驻步兵营提供。卫队不是全年都在此驻扎，通常在英王在宫殿时（在巴尔莫勒尔的暑假之前，约在此一周）和the Lord Commissioner's Week期间。在2001年之前，永久性的哨兵一直都在城堡外的海滨前院站岗，代表着护卫城堡内的苏格兰王权之物。哨兵每小时换岗一次。然而，由于军队规模的缩编，导致永久性的城堡卫兵被取消。现在，卫兵由宫殿的守卫担当，或者当有皇室成员到访爱丁堡时。哨兵也在爱丁堡军操表演期间派出，通常来自当年有周年纪念日的单位。
作为2003年国防白皮书中步兵重组的一部分，苏格兰皇家军团第 1 和第 2 营（皇家蘇格蘭邊民營和皇家高地燧发枪兵营）永久驻扎在爱丁堡，在19轻步兵旅或52步兵旅之间轮换。无论哪个营被指派给52旅，由该营负责在爱丁堡执行公务。
作为2010年国防评估的一部分，步兵的进一步改组使得苏格兰皇家步兵团第5营缩编为一个加强连，与其它三个驻扎在伦敦的步兵连相似，该连现在永久驻苏格兰负责公务。

#### 爱丁堡军乐哨兵/仪仗队
- 1998年：国王直属苏格兰边民团（英语：King's Own Scottish Borderers） 第1营
- 1999年：（路易斯公主的）阿盖尔和萨瑟兰高地兵团（英语：Argyll and Sutherland Highlanders） 第1营
- 2000年：（路易斯公主的）阿盖尔和萨瑟兰高地兵团 第1营
- 2001年：轻步兵团（英语：The Light Infantry） 第1营
- 2002年：皇家苏格拉团高地营（英语：Highlanders (Seaforth, Gordons and Camerons)）
- 2003年：苏格兰皇家步兵团（英语：Royal Scots） 第1营
- 2004年：皇家直布罗陀团（英语：Royal Gibraltar Regiment）
- 2005年：皇家海军预备队
- 2006年：皇家苏格兰军团 第5营
- 2007年：皇家砲兵 第40团
- 2008年：挪威陸軍皇家卫队
- 2009年：皇家苏格兰军团 第4营（高地人）
- 2010年：來福槍步兵團 第3营
- 2011年：皇家高地燧发枪团 第2营（皇家苏格兰军团）[24]
- 2012年：黑衛士兵團 第3营（皇家苏格兰军团）
- 2013年：黑衛士兵團 第3营（皇家苏格兰军团）
- 2014年：皇家海军
- 2015年：皇家蘇格蘭龍騎兵衛隊
- 2016年：苏格兰卫队，第1营
- 2017年：皇家海军/皇家空军地面团
- 2018年：皇家空军地面团
- 2019年：皇家后勤兵团（英语：Royal Logistic Corps），第7团

### 事故
國王卫队是一个军事职位，主要目的是保护君主。在执行护卫任务时，曾经发生过一些事故。 1982 年，一名名叫迈克尔·费根(Michael Fagan) 的男子在被警察抓获之前，避开了驻扎在白金汉宫的哨兵，进入了英王的卧室。在这种情况下，保卫英王房间安全的任务就交给了伦敦警察厅。2004年，利益團體Fathers4Justice的一名成员在白金汉宫前阳台的栏杆上站了五个半小时。同样，由伦敦警察厅负主要责任。虽然当时英王不在场，但这引起了人们对宫殿可能遭受恐怖袭击的担忧，并引发了要求英国军队在王室的整体安全方面发挥更大作用的呼声。

### 在岗期间的程序

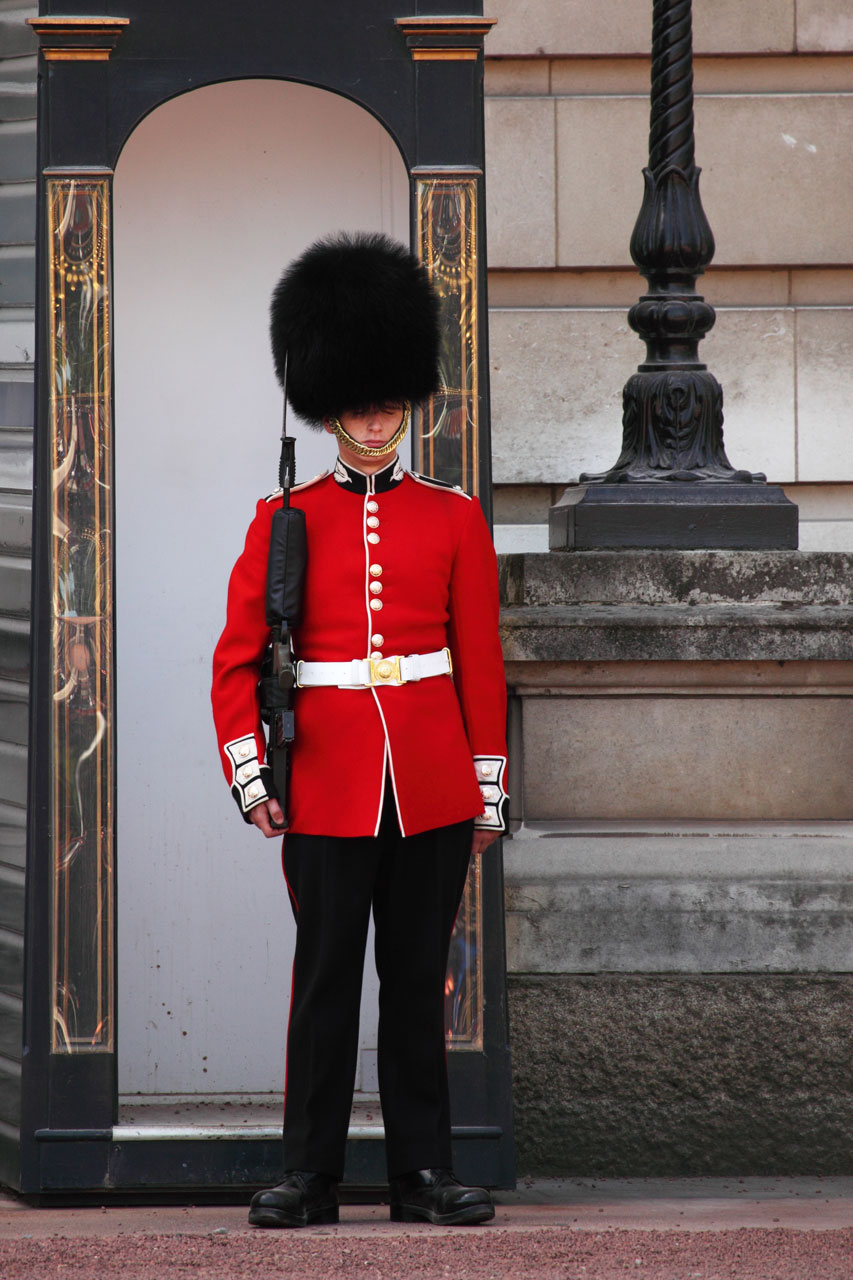
白金汉宫的苏格兰卫队哨兵

哨兵将在他们的岗位站岗两小时。每隔10分钟，他就会提起注意，扛着武器在岗哨区域进行15步的巡逻。每个哨兵在停下来之前都这样做四到五次。然后他会回到原位收起武器，自然站立。哨兵在岗时不允许稍息。每2小时执勤前都会宣读哨兵条例，明确规定：“在值班期间，不得进食、睡觉、吸烟、稍息、坐下或躺下”。
哨兵都接受过有关如何消除公众滋扰或任何威胁的指导。他们遵循一定的程序，从“跺脚”开始（意在引起注意及发出警告）。之後大喊：“远离國王卫队！”（Stand back from the King's Guard!）或类似的话。如果不能消除滋扰或威胁，他将重复跺脚并再次大喊。如果滋扰或威胁仍然没有停止，哨兵会将武器瞄准威胁来源，这种姿势被称为“port arms”。如果这些警告没有被重视，哨兵可以选择自己拘留制造威胁的人员，或者按下警报按钮来请求支援。
如果有人走到正在行军的哨兵前面，哨兵会大喊：“给國王卫队（或城堡卫队/伦敦塔卫队/温莎城堡卫队等)让路！”（Make way for the King's Guard!）。

### 纪律
虽然之前卫队都布置在人群中间，但最近一段时间，由于游客干扰卫队工作的事件，以及卫队不得不制止游客的不尊重或危险行为的事件，越来越多的哨位已经挪到了远离人群的位置。 2012 年，一名俄罗斯游客不尊重卫兵的录像在网上疯传，在录像中，尽管已经被卫兵的SA80步枪瞄准，该游客仍然拒绝停止尝试攀爬白金汉宫的围栏。最近，由于一名游客模仿哨兵，与哨兵并排行军，甚至抓住哨兵步枪斜靠着的肩膀，温莎城堡在哨所和人群之间拉起了了绳索。
在伦敦，哨位已经不再设立在圣詹姆斯宫蓓尔美尔街，因为那里没有围栏。 2014 年 12 月，街边的哨位被挪到了墙内的Friary Court位置，而克拉伦斯宫哨位则被挪到了花园入口处的围墙里面。这是由于所谓的“独狼”式恐怖袭击的威胁增大，特别是在伍尔维奇一名英国士兵被谋杀和加拿大国会遭到恐怖袭击之后。 

### 建制轮换（Arms plot[譯名請求]）
执行公务的士兵营曾是常规建制轮换计划的一部分，这个计划使各个步兵营定期轮换到不同地点和不同任务角色。因为2006年宣布的军队重组计划，建制轮换计划已经被终止——步兵营现在被赋予了固定的任务角色和位置。理论上，这包括伦敦的公务单位，他们保留了两个近卫营和一个线列步兵营。但是，对于某些哨位，包括公务岗位，轻装步兵营将继续轮换。在伦敦执行公务时，四个近卫营每两年轮换一次，而线列步兵营将在52步兵旅和驻塞浦路斯英军安排的营里面轮换。随着陆军2020重建计划的实施，这种情况又发生了变化。

### 卫队中的女性成员
2007年4月，当英国陆军航空兵在伦敦执行公务时，国王御用皇家骑炮队担任了温莎城堡的卫队，國王卫队有了第一位女性成员。
这不是女性第一次执行英王护卫任务。在2000年时，澳大利亚联邦卫队曾在伦敦执行了一个月的公务，其中就包括几名女性成员，甚至包括有史以来第一位女卫队指挥官。 2012年5月成立的皇家加拿大骑警卫队中也有女警官。
第一位领导國王卫队的女步兵军官是帕特里夏公主的加拿大轻步兵团第2营的24岁上尉梅根·库托（Megan Couto），该团于2017年6月组建了國王卫队，以庆祝加拿大建国150周年。

### 其它担任过国王/女王卫队的英联邦军事单位

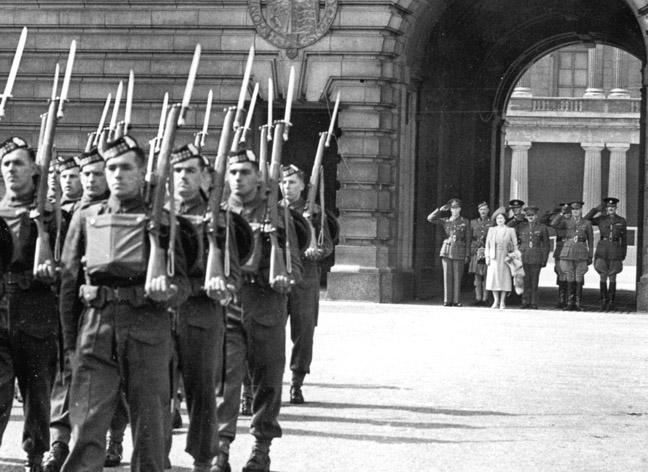
多伦多苏格兰军团担任国王卫队

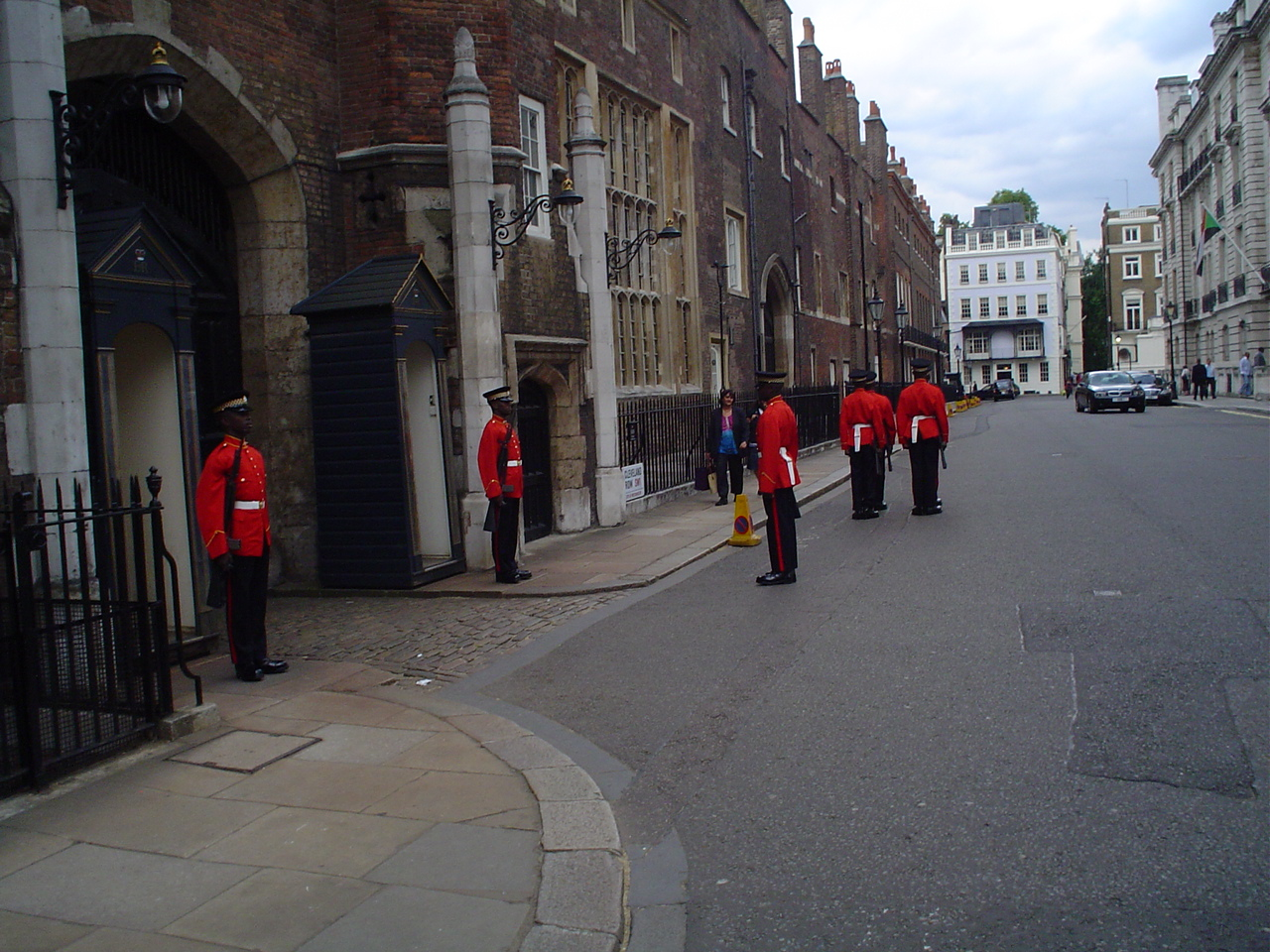
牙买加军团在圣詹姆斯宫外站岗

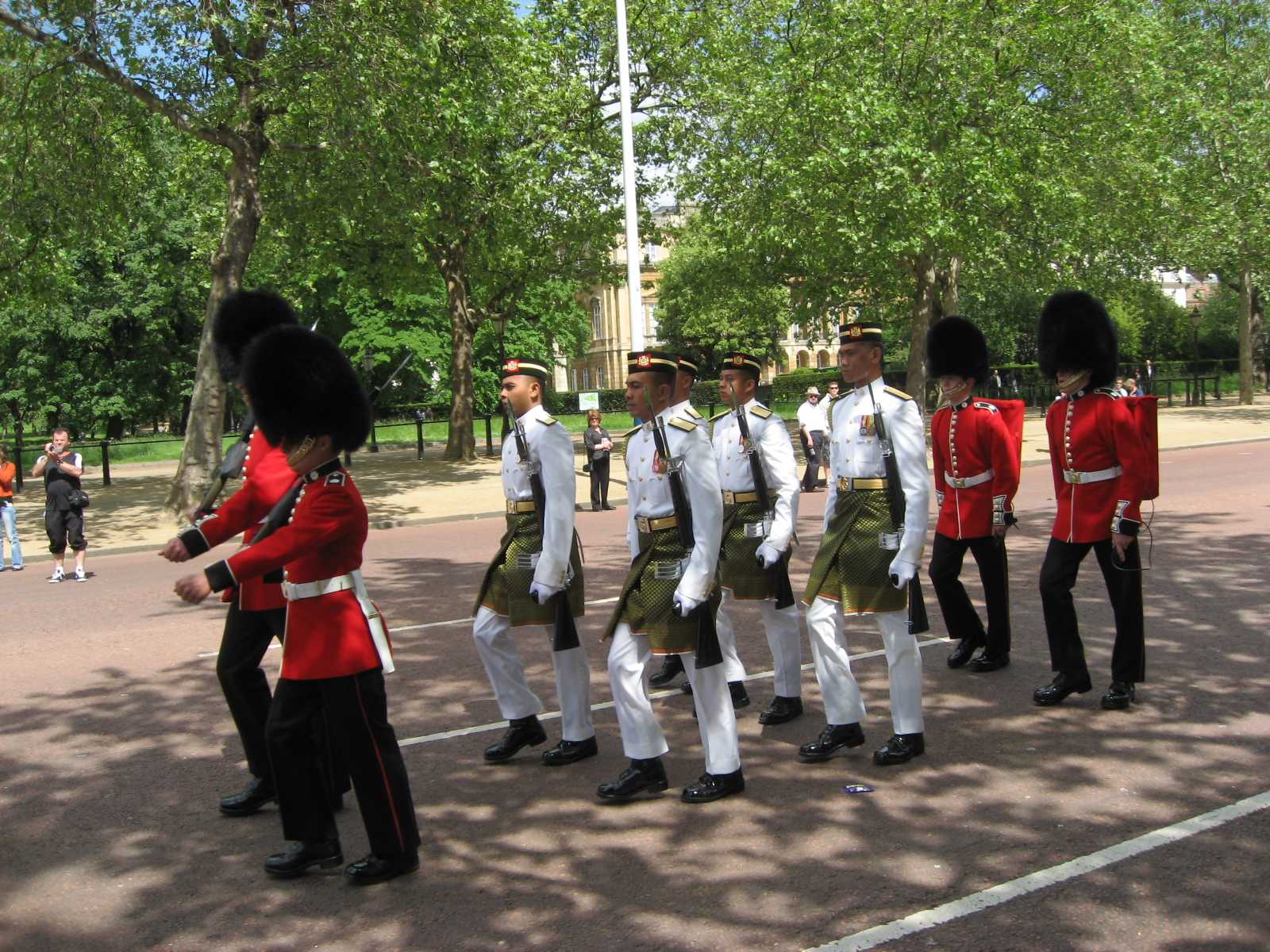
来自马来皇家军团和冷溪卫队的士兵在林荫大道上行进

以下是来自大英帝国和英联邦的曾经担任过国王/女王卫队的军事单位列表。
| 名称                                                                                    | 国家     | 旗帜 | 日期          |
| --------------------------------------------------------------------------------------- | -------- | ---- | ------------- |
| 加拿大远征军 第117营                                                                    | 加拿大   |      | 1916年9月     |
| 加拿大加冕特遣队                                                                        | 加拿大   |      | 1937年5月     |
| 澳大利亚加冕特遣队                                                                      | 澳大利亚 |      | 1937年5月     |
| 第二十二皇家军团                                                                        | 加拿大   |      | 1940年4月     |
| 多伦多苏格兰军团                                                                        | 加拿大   |      | 1940年4月     |
| 加拿大皇家军团                                                                          | 加拿大   |      | 1940年4月     |
| 加拿大加冕特遣队                                                                        | 加拿大   |      | 1953年5月     |
| 澳大利亚加冕特遣队                                                                      | 澳大利亚 |      | 1953年5月     |
| 南非加冕特遣队                                                                          | 南非     |      | 1953年6月     |
| 新西兰加冕特遣队                                                                        | 新西兰   |      | 1953年6月     |
| 斯里兰卡加冕特遣队                                                                      | 斯里兰卡 |      | 1953年6月     |
| 巴基斯坦加冕特遣队                                                                      | 巴基斯坦 |      | 1953年6月     |
| 新西兰皇家炮兵团 指挥官：S. Cocks 少校                                                  | 新西兰   |      | 1964年11月    |
| 澳大利亚皇家军团第1营 指挥官：J.P. Salter 中校 MC                                       | 澳大利亚 |      | 1988年4月     |
| 帕特丽西娅公主直属加拿大轻步兵团 第3营 指挥官： I. Hunt 少校                            | 加拿大   |      | 1998年4-5月   |
| 牙买加军团 第2营                                                                        | 牙买加   |      | 1999年4月     |
| 澳大利亚联邦护卫队 联合邓伦特皇家军事学院军乐团 指挥官：W. Goodman 中校                 | 澳大利亚 |      | 2000年7月     |
| 加拿大皇家军团 第2营 指挥官： J. Fife 少校                                              | 加拿大   |      | 2000年9月     |
| 直布罗陀皇家军团                                                                        | 直布罗陀 |      | 2001年3月     |
| 牙买加军团 第1营 联合牙买加国防军军乐团 指挥官： D. Robinson 中校                       | 牙买加   |      | 2007年7月     |
| 马来皇家军团 第1营 联合马来皇家军团中心军乐团 指挥官： Norhisham bin Kamar 少校         | 马来西亚 |      | 2008年4月     |
| 直布罗陀皇家军团 指挥官： C. Risso 中校 MC                                              | 直布罗陀 |      | 2012年4月     |
| 第二十二皇家军团 第2营 指挥官： G. Carpentier 中校                                      | 加拿大   |      | 2014年7月     |
| 帕特丽西娅公主直属加拿大轻步兵团 第2营 联合加拿大皇家炮兵军乐团 指挥官： J. Hudson 少校 | 加拿大   |      | 2017年6月     |
| 加拿大皇家空军 联合加拿大皇家空军军乐团 指挥官： V. Gagné 少校                          | 加拿大   |      | 2018年6月     |
| 加拿大皇家军团 第3营 联合加拿大皇家炮兵军乐团 指挥官： B. Lacey 少校                    | 加拿大   |      | 2018年10-11月 |
| 加拿大皇家骑炮兵团 第1团 联合加拿大皇家炮兵军乐团 指挥官： M. Crosier 少校              | 加拿大   |      | 2021年10月    |

在2014年5月至6月，为了庆祝乐队成立100周年，温哥华警察管乐队与英国御林军协调，在國王卫队执行任务期间提供音乐伴奏。这是第一次由非军事单位管乐队进行表演。在仪式期间，管弦乐队由莫里斯·布朗伴奏，鼓队由苏格兰卫队第1营伴奏。2018年1月，一部关于该管乐队出访的电影在温哥华国际电影中心首映，名为《皇后的新卫队》。

## 國王近身卫队
國王近身卫队是驻扎在骑兵卫队总部的骑兵卫队。骑兵卫队总部是圣詹姆斯宫和白金汉宫的官方正门（这源于林荫大道两端关闭时的传统）。自从复辟以来哨兵就已经被安置在那里，即使白厅宫才是主要的皇家住所。卫兵从上午10点到下午4点骑马，同时还有2位哨兵每2小时更换一次。从下午4点到晚上8点，则会只留下2位哨兵。晚上8点，骑兵卫队总部的大门会被锁上，只留1个哨兵到早上7点。
当國王在伦敦时，卫队由1名军官、1名下士少校（携带军旗）、2名士官、1名号兵和11名士兵组成，这被称为“长期守卫（long guard）”。当國王不在伦敦时，卫队将减少到2名士官和10名士兵，这被称为“短期守卫（short guard）”。
近身卫队通常由皇家马上骑兵团负责，通常在内近卫骑兵团和皇家蓝色骑兵团之间轮替。当皇家马上骑兵团离开伦敦进行为期一个月的夏季训练（以及马匹假期）时，近身卫队由国王御用皇家骑炮队提供。只有两个其他单位曾经担任过英王近身卫队：2000年，加拿大皇家装甲部队旗下斯特斯考纳勋爵骑兵团下属礼仪骑兵连就与加拿大皇家军团同时执行了护卫任务。2012年，作为伊丽莎白二世登基钻禧纪念庆祝活动的一部分，加拿大皇家骑警的表演队在2012年5月担任了一天英王近身卫队，成为了第一个担任此职务的非军事单位。

### 其它担任过國王近身卫队的英联邦单位
| 名称                 | 国家   | 旗帜 | 时间   |
| -------------------- | ------ | ---- | ------ |
| 斯特斯考纳勋爵骑兵团 | 加拿大 |      | 2000年 |
| 加拿大皇家骑警       | 加拿大 |      | 2012年 |

## 國王近身卫队换岗

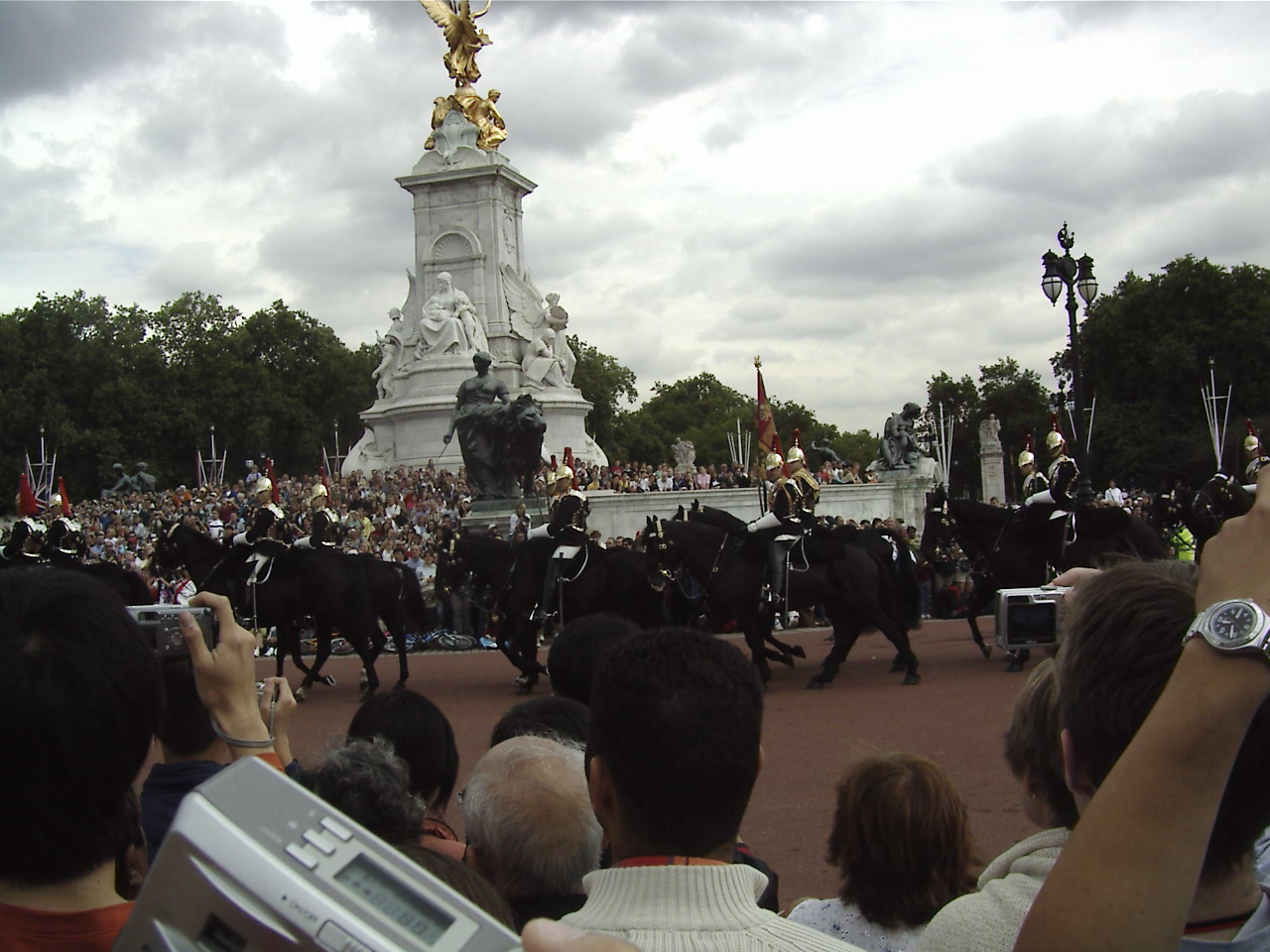
由皇家蓝色骑兵团组成的卫队在返回军营的路上经过白金汉宫

在國王近身卫队换岗时，旧卫队在骑兵卫队阅兵场的围场北侧集合，而新卫队在南侧。当新的卫队到来时，所有卫兵都会举旗，号手也会奏皇家乐向两支卫队致敬。当两支卫队都在围场内集合完毕后，新卫队的第一班执勤第一次军官、士官和哨兵就会离开队伍前往警卫室交班，旧卫队的成员则会返回围场北侧的队伍之中。旗手和小号手只在长期守卫（long guard）时会随队参加。

## 引用
1. ↑  Paget, J; 'The Story of the Guards' p275
2. ↑  Paget, J; Ibid p275
3. ↑  Information obtained from London District under Freedom of Information Act
4. ↑  At various points in May 2015, elements of the Royal Gurkha Rifles, Queen's Gurkha Engineers, Queen's Gurkha Signals and Queen's Own Gurkha Logistic Regiment undertook guard duties
5. ↑  . The Royal Logistic Corps. 18 April 2019  [29 July 2019]. （原始内容存档于2021-11-21）.
6. ↑  . Royal Navy. 24 November 2017  [2021-11-21]. （原始内容存档于2022-06-02）.
7. ↑  . Royal Navy. 17 November 2017  [18 November 2017]. （原始内容存档于2022-06-02）.
8. ↑  . 9 February 2012. （原始内容存档于9 February 2012）.
9. ↑  In addition, the battalions of Gurkhas based at Church Crookham, ostensibly under the command of 5 Brigade, were also at the disposal of London District from 1977 until 1999
10. ↑  In August 2007, the Worcestershire and Sherwood Foresters Regiment were amalgamated with the 22nd (Cheshire) Regiment and the Staffordshire Regiment to form the new Mercian Regiment. While stationed in London, 1WFR was renamed as 2MERCIAN.
11. 1 2  .   [2021-11-21]. （原始内容存档于2022-06-02）.
12. ↑  . British Army. 20 April 2018  [16 June 2018]. （原始内容存档于2022-06-02）.
13. ↑  . Household Division.   [5 May 2018]. （原始内容存档于16 June 2018）.
14. ↑  . YouTube.   [24 September 2018]. （原始内容存档于2021-11-21）.
15. ↑  . 31 January 2018  [2021-11-21]. （原始内容存档于2021-11-21）.
16. ↑  . nla.gov.au. 15 May 1941  [24 September 2018].
17. ↑  . itnsource.com.   [24 September 2018]. （原始内容存档于2017-02-23）.
18. ↑  Changing the Guard （页面存档备份，存于） – Household Division.
19. ↑  . army.mod.uk.   [24 September 2018]. （原始内容存档于2016-05-29）.
20. ↑  p. 113 Lindsay, Oliver Once a Grenadier: The Grenadier Guards 1945–1995 Pen and Sword, 14 Mar 1996
21. ↑  p. 29 Dorney, Richard An Active Service: The Story of a Soldier's Life in the Grenadier Guards, SAS and SBS, 1935–1958 Helion & Company Limited, 2005
22. ↑  .   [2021-11-21]. （原始内容存档于2021-11-21）.
23. ↑  Forrest Capie. . 20 July 2010: 64  [2021-11-21]. ISBN 9781139490122. （原始内容存档于2022-05-21）.
24. ↑  At the last performance of the 2011 Tattoo, the Guard of Honour was formed by the High Constables of Edinburgh, who celebrated their 400th anniversary in 2011.
25. 1 2 3  .   [2021-11-22]. （原始内容存档于2013-04-27）.
26. ↑  ,   [2019-10-24], （原始内容存档于2021-11-22） （英语）
27. ↑  Video of tourist interfering with guard. https://www.youtube.com/watch?v=dQCSWPFnjbU （页面存档备份，存于）
28. ↑  . The Telegraph. 27 June 2015  [29 June 2015]. （原始内容存档于2022-01-12）.
29. ↑  . Royal Central. 6 December 2014  [24 September 2015]. （原始内容存档于2019-07-02）.
30. ↑  Women and Skippy guard Buckingham Palace BBC News, 1 July 2000
31. ↑  . CTV. 23 May 2012  [25 May 2012]. （原始内容存档于25 May 2012）.
32. ↑  Jones, Toby. . The Independent. 26 June 2017  [26 June 2017]. （原始内容存档于2019-10-26）.
33. ↑  Regiments.Org — Commonwealth Units to have mounted the Queen's Guard 的存檔，存档日期23 September 2004.
34. ↑  Aussies take over Guard Archive.today的存檔，存档日期2012-07-31 – British Pathé, 28 May 1953
35. ↑  "Royal News" – British Pathė, 16 November 1964
36. ↑  . news.bbc.co.uk.   [24 September 2018]. （原始内容存档于2022-04-19）.
37. ↑  . News Shopper. 6 July 2000  [31 July 2019]. （原始内容存档于2021-11-22）.
38. ↑  2 RCR Takes Over Palace Guards （页面存档备份，存于） The Royal Canadian Regiment website
39. ↑  Although the Royal Gibraltar Regiment is the home defence unit of Gibraltar, it is also part of the British Army
40. ↑  Trooping the colour — like father, like son Jamaica Observer 的存檔，存档日期21 June 2007.
41. ↑  First Muslim Battalion Guards the Queen MOD Website, 2 May 2008 的存檔，存档日期6 May 2008.
42. ↑  First unit to provide both the Queen's Guard and the Royal Saluting Battery simultaneously
43. ↑  Canadians making history at Buckingham Palace （页面存档备份，存于）, 14 July 2014
44. ↑  . 14 July 2014  [2021-11-22]. （原始内容存档于2022-06-02）.
45. ↑  Pugliese, David. . ottawacitizen.com. Ottawa Citizen. 16 June 2017  [18 June 2017]. （原始内容存档于2021-11-22）.
46. ↑  . Royal Canadian Air Force. 12 June 2018  [17 June 2018]. （原始内容存档于16 June 2018）.
47. ↑  Chase, Sean. . Canadian Military Family Magazine. 2 October 2018  [26 July 2019]. （原始内容存档于2021-11-22）.
48. 1 2  . Forces Network.   [2021-09-30]. （原始内容存档于2021-11-22） （英语）.
49. 1 2  . www.army.mod.uk.   [2021-09-30]. （原始内容存档于2022-05-21） （英国英语）.
50. ↑  .   [2021-11-22]. （原始内容存档于2021-11-23）.
51. ↑  dburke@squamishchief.com, David Burke. . Squamish Chief.   [2021-11-22]. （原始内容存档于2020-09-25）.
52. ↑  .   [2021-11-22]. （原始内容存档于2021-11-22）.
53. ↑  .   [2021-11-22]. （原始内容存档于2021-11-23）.
54. ↑   (PDF). British Army.   [21 March 2012]. （原始内容 (PDF)存档于6 September 2012）.
55. ↑  . Ministry of Defence.   [1 June 2012]. （原始内容存档于2012-10-18）.
56. ↑  . cbc.ca.   [24 September 2018]. （原始内容存档于2021-11-23）.
57. ↑  . The Telegraph. 23 May 2012  [25 May 2012]. （原始内容存档于2021-11-22）.